# Fuero Juzgo
Hom denomina Fuero Juzgo el cos legal elaborat a Castella el 1241 per Ferran III i que constitueix la traducció del Liber Iudiciorum de l'any 654, escrita en llengua romanç, promulgat en l'època visigoda.
Les fonts tant del Liber Iudiciorum com del Fuero Juzgo són aproximadament unes 500 lleis, de les quals unes 300 són lleis antigues. Les influències del Liber són codis visigots anteriors, dret romà i intervencions de personatges eclesiàstics importants- l'anomenada influència canònica - que van influir en el text revisant-lo o fent suggeriments -com ara el bisbe Sant Brauli de Saragossa-.
El Fuero Juzgo va ser el cos de lleis que va regir a la península Ibèrica durant la dominació visigoda i que va suposar l'establiment d'una norma de justícia comuna per visigots i hispanoromans, sotmetent per igual "(...) á los barones, cuemo a las mugieres, é a los grandes cuemo á los pequennos".
Està format pel títol preliminar, 12 llibres i un apèndix amb el glossari de veus antiquades i rares que es troben en el text castellà. Es destaquen, entre altres disposicions, els supòsits en què s'autoritzava el divorci, el deure cívic d'acudir "a la hueste", els diferents tipus de contractes i el procediment en judici.
El Fuero Juzgo es va aplicar com dret local, en qualitat de fur municipal, als territoris meridionals de la península que Castella anava conquistant als regnes musulmans. La seva primera referència com norma vigent i aplicable la trobem a Còrdova. el 1348, l'Ordenament d'Alcalá li va atorgar preeminència legal sobre Las Siete Partidas.
El Fuero Juzgo va perviure com a dret vigent fins a l'aprovació del Codi Civil a la fi del segle xix i en l'actualitat segueix vigent com dret foral civil supletori al País Basc, Navarra i Aragó. Sens dubte es tracta d'una veritable relíquia del passat jurídic espanyol.
El "Fuero Juzgo" va ser imprès per primera vegada a París el 1579 sota el títol "Codicis Legum Wisigothorum Libri XII", la primera traducció impresa en castellà és la realitzada per Villadiego l'any 1600.